# Jiří Daler
Jiří Daler (Brno, 8 maart 1940) is een voormalig Tsjecho-Slowaaks wielrenner.
Daler won tijdens de Olympische Zomerspelen 1964 in het Japanse Tokio de gouden medaille op het nieuwe onderdeel achtervolging. Tijdens de wereldkampioenschappen won Daler vijf medailles, één zilveren en vier bronzen medailles.

## kampioenschappen
| Jaar | WK                                   | Olympische Zomerspelen                               |
| ---- | ------------------------------------ | ---------------------------------------------------- |
| 1964 | achtervolging                        | achtervolging · 5e ploegenachtervolging · 67e wegrit |
| 1965 | ploegenachtervolging                 |                                                      |
| 1966 | achtervolging · ploegenachtervolging |                                                      |
| 1967 | achtervolging                        |                                                      |
| 1968 |                                      | 14e achtervolging 5e ploegenachtervolging            |

1964: Jiří Daler ·
1968: Daniel Rébillard ·
1972: Knut Knudsen ·
1976: Gregor Braun ·
1980: Robert Dill-Bundi ·
1984: Steve Hegg ·
1988: Gintautas Oemaras ·
1992: Chris Boardman ·
1996: Andrea Collinelli ·
2000: Robert Bartko ·
2004: Bradley Wiggins ·
2008: Bradley Wiggins
- International Standard Name Identifier: 0000 0000 5736 2468
- Nationale Bibliotheek van Tsjechië: jo20000080740
- Virtual International Authority File: 84118584